# Manfred Bühler

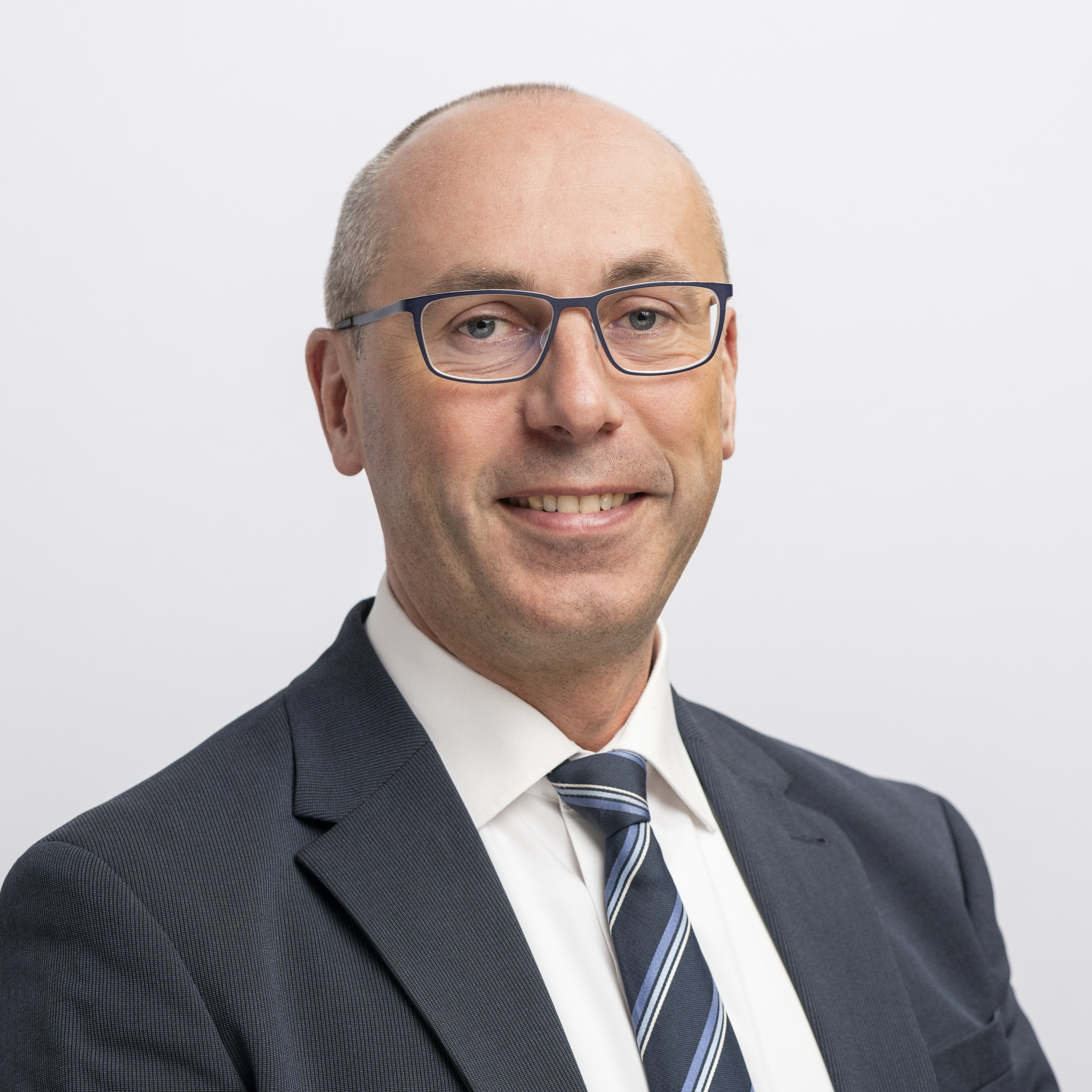
Manfred Bühler, 2023

Manfred Bühler (* 10. April 1979; heimatberechtigt in Aeschi bei Spiez) ist ein Schweizer Rechtsanwalt und Politiker (SVP).

## Leben und Beruf
Bühler stammt aus einer Bauernfamilie. Er besuchte die Primarschule in Cortébert und die Sekundarschule in Corgémont. Er ging anschliessend auf das französische Gymnasium Biel und legte 1998 die Maturitätsprüfungen ab. Danach folgte das Studium in Rechtswissenschaften in Bern, das er 2003 mit dem Lizenziat abschloss. 2007 erhielt er das Fürsprecherpatent und wurde Mitte 2007 als Partner in einer Kanzlei in Biel tätig.

## Politische Laufbahn
1998 trat er der SVP bei und wurde im selben Jahr Mitglied des Gemeinderats (Exekutive) von Cortébert, dem er seit 2015 als Gemeindepräsident vorsteht. 2002 wurde er Sekretär der SVP des Berner Jura und 2004 Mitglied des kantonalen Parteivorstands. 2006 wurde er in den bernjurassischen Rat gewählt und präsidiert dort die Kommission Justiz, Gemeinden und Kirchen. Seit 2010 ist er im Grossen Rat von Bern. Bei den Schweizer Parlamentswahlen 2015 im Oktober wurde Bühler in den Nationalrat gewählt, vier Jahre später jedoch nicht bestätigt.
Seit 2012 war er Vizepräsident der SVP Kanton Bern, 2021 wurde er als Nachfolger von Werner Salzmann zum Präsidenten gewählt. Nach der Wahl von Albert Rösti in den Bundesrat, rückte er für diesen im Nationalrat nach.